# Анна Софія Зульцбаська
Анна Софія Зульцбаська (нім. Anna Sophie; 17 липня 1621—25 травня 1675) — донька пфальцграфа Августа Зульцбаського та його дружини Ядвіги Гольштейн-Готторптської, дружина графа Йоакіма Ернеста Еттінгенського.

## Походження
Анна Софія була первісткою в родині пфальцграфа Августа Зульцбаського та його дружини Ядвіги Гольштейн-Готторптської. З батьківського боку була онукою пфальцграфа Філіпа Людвіга Нойбургського та Анни Клевської. По материнській лінії була онукою герцога Гольштейн-Готторптського Йоганна Адольфа та принцеси Августи Данської.

## Біографія
Анна Софія Зульцбаська народилася 17 липня 1621 року. 9 травня 1647 року у Нюрнберзі повінчалася із графом Еттінгенським Йоакімом Ернестом, ставши його третьою дружиною. На той час Анні Софії було 25 років, чоловік був старшим від неї на 9 років. Від перших двох шлюбів у нього залишилось п'ятеро дітей. Анна Софія народила в шлюбі вісьмох дітей.
Із Йоакімом Ернестом вона провела більше 12 років. 8 серпня 1659 року він помер у замку Хабург. Сама Анна Софія померла 25 травня 1675 року. Похована у Харбурзі.

## Родина
Чоловік — Йоакім Ернест, граф Еттінгенський
Діти:
- Йоакім Ернест  (1648—1677)

- Марія Елеонора  (1649—1681), дружина рейхсграфа Віндіш-гратц Готліба Амадея. Мала із ним 11 дітей за 16 років шлюбу.[1]
- Крістіан Август (1650—1689)
- Ядвіга Софія (19 вересня—14 жовтня 1651) , померла немовлям.
- Ядвіга Августа  (1652—1724) , стала дружиною Фердінанда фон Штадль, барона Корнберга та Рігерсбурга. Дітей не мала.[2]
- Магдалена Софія (1654—1691) , дружина графа Йоганна Людвіга Гогенлое-Кюнцелсау. Дітей не мали.[3]
- Філіпп Готфрід  (14 травня—26 липня 1655) , помер немовлям.
- Ебергардіна Софія Юліана  (1656—1743) ,  дружина графа Еттінген-Валлерштайнського Філіппа Карла. Мала з ним сина та доньку.[4]